# 拉里·布克申
拉里·布克申（Larry Bucshon；1962年5月31日—）是美國的一位政治人物。自2011年開始，他是印第安納州第8選舉區選出的美國眾議院議員。他的黨籍是共和黨。在成為國會議員之前，布克申曾經是一位心臟外科的醫生。

## 荣誉

### 外国勋章奖章
- 旭日中绶章（日本，2024年11月3日公布[3]）